# Landschaftsschutzgebiet Berlinchen-Landsberg
Das Landschaftsschutzgebiet Berlinchen-Landsberg (polnisch Barlinecko-Gorzowski Park Krajobrazowy) befindet sich in den Woiwodschaften Westpommern und Lebus. Das Gebiet bedeckt eine Fläche von 240 km², während seine Pufferzone 318 km² ist. Das Verwaltungsbüro des Parks befindet sich in Landsberg (Gorzów Wielkopolski). Das Landschaftsschutzgebiet wurde durch Verordnung Nr. 27 des Woiwoden von Gorzowski am 23. Oktober 1991 geschaffen.

## Beschreibung

Karte des Landschaftsschutzgebiets

Das Landschaftsschutzgebiet ist von eiszeitlichen Rinnen und Vertiefungen geschnitten. Wälder dominieren, die etwa 81 % der Fläche einnehmen. Das andere wichtige Element der Landschaft sind zahlreiche Seen. Im Park wurden etwa 700 Arten von Gefäßpflanzen, 140 Arten von Flechten und über 100 Brutvogelarten gefunden.
Das Landschaftsschutzgebiet umfasst die Berlinchener Stadtheide östlich des Wuckensees (Okunie Zorniko), südlich von Mückenburg (Moczydlo) die Seenplatte mit dem Zietensee (Jezioro Sitno Moczydelskie), dem Großen Zuckensee (Jezioro Suche), dem Kleinen Lübbesee (Jezioro Lubieszewko), dem Wappensee (Jezioro Mokre), dem Plötzensee (Jezioro Zarośnięte), dem Kleinen Kloppsee (Jezioro Chłopek) und dem Kloppsee (Jezioro Chłop).
Nach Zanzhausen (Santoczno) hin umfasst das Gebiet den Großen Lübbesee (Jezioro Lubie), den Großen Mierenstubbensee (Jezioro Mrowinko) und den Kleinen Mierenstubbensee (Jezioro Mrowinko Małe). Im Landschaftsschutzgebiet liegen auch die Wildwiese (Łąki Kłodawskie), der Grävensee (Jezioro Grabino) und der Grävenbruch.
Koordinaten: 52° 56′ 58,7″ N, 15° 13′ 45,2″ O